# 厄 友情談疑
『厄 友情談疑』（やく ゆうじょうだんぎ）は、1996年1月13日にアイデアファクトリーからPlayStation向けに発売されたサウンドノベルアドベンチャーゲーム。 
PlayStation 3およびPlayStation Portable向けにゲームアーカイブスでも配信されている。

## ゲーム内容
ＩＦＴＶ（アイデアファクトリー・テレビ）として放送している風に再現しており、途中『資源とエネルギーを節約しましょう アイデアファクトリー』といったＣＭが流れるようになっている。
3Dグラフィックの上に文章が表示され、随所に現れる選択肢やキャラクターザッピングによってストーリーが分岐するアドベンチャーゲーム。
はじめは主人公視点のみだが、エンディングまでたどり着くと他の登場人物の視点でもストーリーを追えるようになる。
PlayStationソフトには珍しく、メモリーカードへのデータセーブではなく、エンディング後に表示されるパスワードを次回のプレイ時に入力することで続きからプレイできる方式を採用している。
エンディング前の選択肢によって結末が変わり、エンディングでは「終？」という表示がされ、続きがあることが示唆されるが、実際は続きはなく、また「？」が付かないエンディングはない。
続編に『厄痛 〜呪いのゲーム〜』があり、本作の主人公が登場するが繋がりはない。怪物のデザインに日野日出志が携わっている。
更に三部作の予定で『厄惨』の開発も予定されていたが、発売中止となった。

## ストーリー
全体
主人公たちは小学生の頃に埋めたタイムカプセルを掘り出すために、０時に廃校に廃校になった学校を訪れる。
主人公
エンディング１：燃える学校を見つめながら全員生還・・・「終？」。
かんな
エンディング１：裕一に治療されるが体に違和感。姿を確認しようとすると・・・「終？」。
京子
エンディング１：行方不明・・・「終？」。
英明
エンディング１：どこからか聞こえてくる裕一の声がして・・・「終？」。
裕一
エンディング１：『みんな なぞ』・・・「○○○は、○そ」と言葉を残して・・・「終？」。

※裕一の願い事は、主人公編によってわかることができるが、その答えの選択肢を選んでも「終？」になる。

## 登場人物

### メイン
主人公（名前はプレイヤーが入力）
主人公。最初から選択可能。子供頃からかんなが好きだった。
かんな
ヒロイン。最初から選択可能。子供頃から主人公が好きだった。
京子
２周目から選択可能。英明のことが好き。
英明
３周目から選択可能。いじめっ子。京子のことは興味ないらしい。
裕一
４周目から選択可能。いじめられっ子。特に京子と英明を恨んでいる。

### サブ
シゲル
主人公編に登場。
化け物
主人公編・かんな編に登場。正体は裕一に特殊メイクされた京子。
のっぺらぼう
主人公編に登場。正体は裕一に特殊メイクされた英明。
幽霊
かんな編に登場。１年前の火事で死んだ生徒。

## 他機種版
| No. | 発売日          | 対応機種                                                  | タイトル    | 開発元               | 発売元               | メディア     | 型式 | 売上本数 | 備考 |
| --- | --------------- | --------------------------------------------------------- | ----------- | -------------------- | -------------------- | ------------ | ---- | -------- | ---- |
| 1   | - 2007年2月22日 | PlayStation 3 PlayStation Portable （ゲームアーカイブス） | 厄 友情談疑 | アイデアファクトリー | アイデアファクトリー | ダウンロード | -    | -        | -    |

## スタッフ
- 監督：桑名真吾
- プログラム：アクシズアートアミューズ
- 音楽：sounds party
- 制作：アイデアファクトリー

## 評価
- ゲーム誌『ファミコン通信』の「クロスレビュー」では合計24点（満40点）[1]、『Play Station Magazine』の読者投票による「ゲーム通信簿」での評価は以下の通りとなっており、17.1点（満30点）となっている[2]。また、1998年に刊行されたゲーム誌『超絶 大技林 '98年春版』（徳間書店）では、「一見コミカルなのだが、よく見るとホラータッチのおどろおどろしいグラフィックが特徴。ストーリー展開があまりにもダークなので、人によっては気分が悪くなる可能性がある」と紹介されている[2]。

| 項目 | キャラクタ | 音楽 | お買い得度 | 操作性 | 熱中度 | オリジナリティ | 総合 |
| 得点 | 2.4        | 3.2  | 2.9        | 3.0    | 2.8    | 2.9            | 17.1 |

- ゲーム本『悪趣味ゲーム紀行2』（2001年、マイクロデザイン）では、「一見『学校の怪談』テイストの中に、平和な家庭や学校にも多かれ少なかれ潜んでいる闇をも浮き彫りにしており、制作陣の人柄の悪さが非常によく滲み出てまして、プレイ後感の胸糞悪さが実に苦みばしった大人の味と言える怪作」、「当時のPSで実現可能な表現と仕様とのバランス感覚が絶妙で、下手にリアルタイムポリゴンにせずムービーとスチールの組み合わせで画像のクオリティを維持し、当時流行りだったシナリオのザッピングシステムを取り入れ、当時の『イマドキ感』をいい意味で適当にあしらったパッケージになっている」と評している[3]。